# Masacre de Los Surgentes
Se conoce como Masacre de Los Surgentes al fusilamiento ordenado por el Estado argentino de siete militantes de Montoneros el 17 de octubre de 1976, en un camino rural de Los Surgentes. Los jóvenes habían sido previamente secuestrados y alojados en el centro clandestino de detención de El Pozo de Rosario.

## Hechos
Los Surgentes es una localidad situada en el departamento Marcos Juárez, provincia de Córdoba (Argentina). Se encuentra situada sobre la ruta provincial RP 6, a 293 km de la ciudad de Córdoba Capital y a 140 km de Rosario.
Los militantes se encontraban secuestrados por diferentes fuerzas entre el 2 y el 15 de octubre de 1976 y fueron conducidos al centro clandestino de detención que se encontraba en Servicio de Informaciones (SI) Policía de Santa Fe, conocido como «El Pozo de Rosario». En el centro clandestino de detención fueron interrogados y torturados
El 17 de octubre de 1976 por la madrugada los represores, sacaron a los militantes del "Pozo", esposados y vendados, y los llevaron a un camino rural distante a unos diez kilómetros de Los Surgentes, donde los fusilaron.
Por la mañana, Dionisio Tesán, un productor de la zona encontró los siete cuerpos acribillados, apilados al costado del camino aún con los ojos vendados. Los cuerpos fueron llevados por la policía local al registro civil del pueblo, donde se tomaron fotos y las huellas dactilares, y luego trasladados a la morgue del cementerio local. Al día siguiente, por pedido del comisario local, trasladaron los cuerpos hasta la ciudad de Córdoba.
Las huellas dactilares que habían sido tomadas en Los Surgentes, fueron retiradas por el Ejército y permitieron que en noviembre de 1976 se realizara la identificación de los cuerpos, que se mantuvo en secreto hasta que a partir de una filtración de información del juzgado, aparecieron publicados en el diario "La Voz del Interior" los nombres de cuatro de estas siete personas.
En Córdoba, la División Convenio Policial Argentino, de la policía provincial inhumó los siete cadáveres en una fosa común del Cementerio de San Vicente.
Este hecho tuvo similares características al fusilamiento perpetrado contra los militantes montoneros en Ibarlucea y las Masacres del Pasaje Marchena y la de Ayolas y Cafferata, en Rosario.

## Víctimas

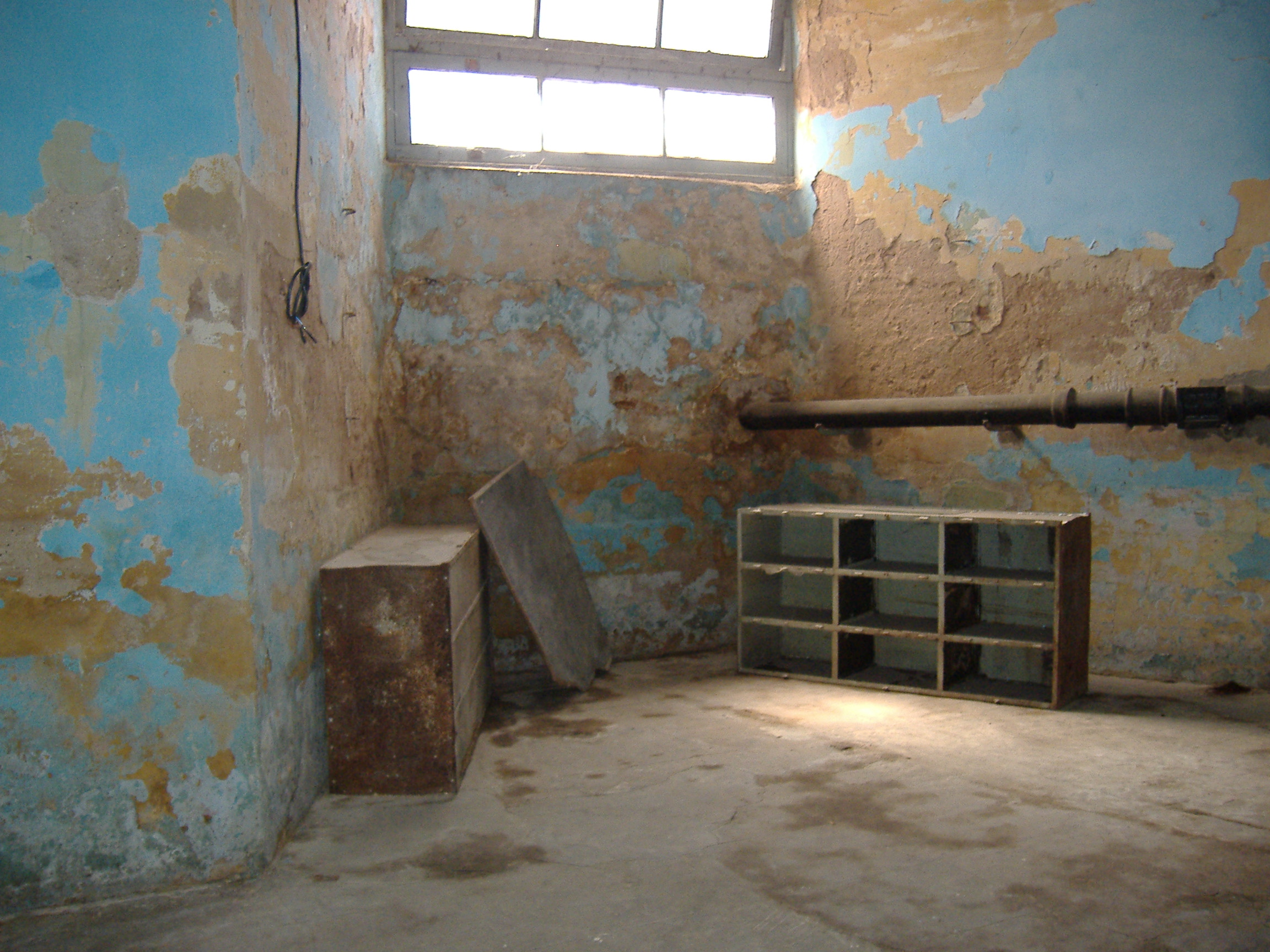
El centro clandestino de detención que funcionó en el Servicio de Informaciones, por el que pasaron los militantes, hoy reconvertido en Centro de la Memoria

Las víctimas de la masacre de Los Surgentes fueron Cristina Costanzo, María Cristina Márquez, Analía Murguiondo, Daniel Oscar Barjacoba, Sergio Abdo Jalil, Eduardo Felipe Laus y José Antonio Oyarzábal.

### Daniel Oscar Barjacoba
(20 de mayo de 1953, Rosario, Santa Fe, 17 de octubre de 1976, Los Surgentes,  Córdoba). Estudiaba en la Facultad de Derecho de la Universidad Nacional de Rosario. Militante de Juventud Universitaria Peronista (JUP) y Montoneros.  Trabajó en el Frigorífico Swift de Rosario y poco tiempo después de su ingreso pasó a ser el responsable de la agrupación de Juventud Trabajadora Peronista (JTP) en dicho establecimiento.  Fue secuestrado junto a su compañera María Cristina Márquez, en el Barrio Somisa de San Nicolás, el 2 de octubre de 1976 y al resistirse es baleado.

### María Cristina Márquez
(25 de diciembre de 1954, Rosario - 17 de octubre de 1976, Los Surgentes, cursando un embarazo de dos meses). Vivía con su familia en la ciudad de Rosario. Militante de Montoneros. Fue secuestrada junto a su esposo, Daniel Barjacoba. Marcelo Márquez dio su testimonio en marzo de 2011 ante el Tribunal Oral Federal Nº 2 en la Causa Díaz Bessone.

### Cristina Noemí Costanzo
(12 de agosto de 1951, Rosario - 17 de octubre de 1976, Los Surgentes). Era estudiante en la Facultad de Ciencias Económicas de la Universidad Nacional de Rosario y trabajaba en el negocio de su padre. Militante de Juventud Universitaria Peronista (JUP) y Montoneros. Secuestrada desaparecida en Rosario, el 13 de octubre de 1976. Junto a ella fue secuestrado Carlos Pérez Risso, quien permaneció detenido hasta abril de 1984 y luego fue liberado, pudiendo en 2011 dar testimonio en la justicia. En marzo de 1984 los cuerpos fueron exhumados pero solo pudo identificarse el cráneo de Cristina Costanzo. Años después se sabría que los restos exhumados fueron devueltos al Cementerio y posteriormente incinerados.

### Ana Lía María Murguiondo
En Rosario inicia la carrera de bibliotecaria. Estudiante de Psicología. Militante de Juventud Universitaria Peronista (JUP) y Montoneros. Formó pareja con Daniel Barjacoba, con quien tuvo una hija, pero luego se separó. Secuestrada el 15 de octubre de 1976,  junto a su hija de dos años, luego de torturarla en el Servicio de Informaciones de Rosario, la llevaron esposada hasta Los Surgentes donde fue asesinada dos días más tarde.

### Sergio Abdo Jalil
Tenía 20 años cuando una patota lo interceptó en una esquina de Rosario el 15 de octubre de 1976, en una cita a la que había llegado igual para proteger a su compañera Stella Miguel "Lala". A ella la acribillaron en el lugar y él corrió un par de cuadras, pero finalmente lo secuestraron y lo llevaron al Servicio de Informaciones. Su caso fue excluido de la causa Díaz Bessone. Su madre, Nelma Jalil fue cofundadora de Madres de la Plaza 25 de mayo.

### Eduardo Felipe Laus Di Meola
(2 de abril de 1952, Rosario, 17 de octubre de 1976, Los Surgentes). Exalumno del Colegio Superior de Comercio de Rosario. Estudiante en la Facultad de Derecho de la Universidad Nacional de Rosario. Militante de Juventud Universitaria Peronista (JUP) y Montoneros. Secuestrado desaparecido en Rosario, el 12 de octubre de 1976.

### José Antonio Oyarzábal
José Antonio Oyarzábal fue un estudiante en la Facultad de Derecho de la Universidad Nacional de Rosario. Militante de Juventud Universitaria Peronista (JUP) y Montoneros. Secuestrado desaparecido el 12 de octubre de 1976.

## Juzgamiento
La madre de uno de los jóvenes, en julio de 1979, presentó un habeas corpus por su hijo, Daniel Oscar Barjacoba, el cual fue respondido con extinguía el mismo ya que uno de los cadáveres en la localidad de Los Surgentes, había sido identificado por Interpol como el de su hijo.
En 1985 la Justicia ordenó que los restos óseos se remitan perfectamente identificados al Cementerio San Vicente, pero en el mismo mes de febrero de 1985 los restos óseos fueron incinerados y arrojadas en una fosa debajo de la cruz mayor del cementerio.
En octubre de 2011 el fiscal de la causa Díaz Bessone informó que sólo estaba acusado Ramón Genaro Díaz Bessone por las privaciones ilegítimas de la libertad de las siete víctimas de la Masacre.
En 2012 comenzó la causa Feced II, conocida como Díaz Bessone II, por Ramón Díaz Bessone: un desprendimiento de la causa principal donde se juzgaron a diez represores por 43 casos de crímenes de lesa humanidad cometidos en el centro clandestino de detención de El Pozo de Rosario, entre los que se encontraban las detenciones, tormentos y vejaciones a los siete que luego serían fusilados en Los Surgentes. En 2014, nueve de los acusados fueron condenados a prisión.
En 2013, se sometió a proceso a 16 militares; Jorge Rafael Videla, el sacerdote Eugenio Zitelli y otros 14 represores que integraban la «patota» del exjefe policial Agustín Feced. Entre los delitos imputados se incluyeron los homicidios de los siete militantes en Los Surgentes. En marzo de 2017 el inicio del juicio fue postergado.

## Homenajes
- En 2010 se colocó un monolito con los nombres de las víctimas y se plantaron siete sauces llorones. Autoridades y familiares de las víctimas participaron del acto.[5]
- En 2011, la Legislatura de Córdoba declaró «Lugar Histórico Provincial-Espacio de la Memoria» al sitio donde se hallaron muertos los siete jóvenes.[30][31]
- En 2016, a pocos días de cumplirse 40 años del episodio, la municipalidad local y organismos de derechos humanos realizaron un homenaje a las víctimas del terrorismo de Estado, en el Complejo Centenario donde la intendenta Paula Córdoba y el Grupo de Trabajo «Memorias Surgentes» descubrieron un monolito y placa recordatoria, plantaron el Árbol de la Memoria e inauguraron un espacio denominado "«Sendero de la vida».[32]